# Yanagida Nobuaki
Nobuaki Yanagida (柳田 伸明 (Liễu-Điền Thân-Minh) Yanagida Nobuaki, sinh ngày 9 tháng 12 năm 1970) là một huấn luyện viên và cựu cầu thủ bóng đá người Nhật Bản.
Nobuaki Yanagida đã dẫn dắt Oita Trinita.